# بيتر ليندبيرغ
بيتر ليندبيرغ (بالألمانية: Peter Lindbergh)‏ (من مواليد ليشنو، 23 نوفمبر 1944 - توفي 2019) مصور ومخرج أفلام ألماني. معروف بصوره السينمائية.

## الروابط الخارجية
- بيتر ليندبيرغ على موقع IMDb (الإنجليزية)
- بيتر ليندبيرغ على موقع مونزينجر (الألمانية)
- بيتر ليندبيرغ على موقع ميوزك برينز (الإنجليزية)
- بيتر ليندبيرغ على موقع ديسكوغز (الإنجليزية)
- بيتر ليندبيرغ على موقع قاعدة بيانات الفيلم (الإنجليزية)

- الموقع الرسمي
- بيتر ليندبيرغ في قاعدة بيانات الأفلام على الإنترنت
- بيتر ليندبيرغ في قاعدة بيانات الأفلام على الإنترنت